# Лаодика (съпруга на Ахей)
Вижте пояснителната страница за други личности с името Лаодика.
Лаодика (на старогръцки: Λαοδίχη, Laodike) e дъщеря на Митридат II от Понт и Лаодика, дъщеря на Антиох II Теос и Лаодика I.
Лаодика е сестра на Лаодика III (съпруга на селевкидския цар Антиох III Велики) и на Митридат III, цар на Понт.
Тя е възпитавана от Логбазис, един гост и приятел на нейния чичо Антиох Хиеракс, в Селге в Писидия.
Лаодика се омъжва през 220 пр.н.е. за генерал Ахей Млади, вице-крал на Мала Азия от 220 до 213 пр.н.е. Tой въстава против Антиох III и Лаодика намира закрила в замъка на Сарди. След свалянето и смъртта на нейния съпруг тя се предава през 213 пр.н.е., заради неразбирателства в нейната войска. Няма сведения за по-нататъшната ѝ съдба.